# Jacque Fresco
Jacque Fresco (født 13. marts 1916, død 18. maj 2017) var en selvlært industriel designer, forfatter, underviser, futurist, social ingeniør og stifter af  The Venus Project.
The Venus Project, som blev påbegyndt i midten af 1970'erne, er et forsøgscenter beliggende i udkanten af den lille by Venus, Florida i USA. På det ca. 25 acre store areal har Jacque Fresco og Roxanne Meadows bygget en række forsøgsbygninger, i hvilke mange af Frescos designidéer præsenteres og udvikles.
Filmen Future by Design (2006), beskriver Frescos liv og arbejde, fra han som 13-årig oplevede Wall Street-krakket  og den efterfølgende depression. Fresco underviste i en lang række emner, fra holistisk design af bæredygtige byer, energieffektivitet og ligelig fordeling af naturens ressourcer, til avanceret teknologisk automatisering, med fokus på at omstrukturere verdenssamfundet til gavn for alle Jordens beboere, og et bæredygtigt miljø.
Fresco medvirkede i dokumentarfilmene Zeitgeist: Moving Forward  og Zeitgeist: Addendum .